# Грибановська (Онезький район)
Грибановська (рос. Грибановская) — присілок в Онезькому районі Архангельської області Російської Федерації.
Населення становить 3 особи. Входить до складу муніципального утворення Порозьке поселення.

## Історія
Від 2004 року входить до складу муніципального утворення Порозьке поселення.

## Населення
| 2002 | 2010 | 2012 |
| ---- | ---- | ---- |
| 5    | →5   | ↘3   |